# Alice Cunningham Fletcher
Pour les articles homonymes, voir Fletcher.
Alice Cunningham Fletcher (née le 15 mars 1838 à La Havane à Cuba - morte le 6 avril 1923 à Washington, États-Unis) est une archéologue, pionnière de l’ethnologie qui a beaucoup œuvré à l'organisation professionnelle de la discipline aux États-Unis. Elle est également une des principales personnalités à s’être intéressée aux cultures Amérindiennes présentes sur le territoire des États-Unis et à avoir popularisé ce sujet parmi les milieux intellectuels américains. À travers son travail et son engagement, elle a aussi participé à l’assimilation des peuples amérindiens à la culture euro-américaine.

## Biographie

### Enfance et éducation
Alice Cunningham Fletcher naquit à La Havane le 15 mars 1839, après que sa famille y eut emménagé en raison de l’état de santé de son père. On ne sait que très peu de chose de ses premières années. En effet, elle aurait détruit tous ses documents concernant les quarante premières années de sa vie.
Ses deux parents furent issus de riches familles de la Nouvelle-Angleterre. Son père fut un avocat New-Yorkais et sa mère provenait d’une importante famille d’hommes d’affaires de Boston.
Lorsque son père décéda en 1839, elle n’avait que vingt mois. Sa famille emménagea alors à Brooklyn. Sa mère l’inscrivit à la Brooklyn Female Academy, une école exclusivement réservée aux jeunes filles issues de l’élite. Plus tard, elle enseignera pendant plusieurs années et participera à des tournées de conférences.
On sait également que dans les années 1870, elle était devenue une militante très active dans les mouvements féministes des classes supérieures ainsi que pour la cause des suffragettes à New York.
L’intérêt d’Alice Fletcher pour l’anthropologie et les Amérindiens arriva assez tard dans sa vie. En 1880, elle devint étudiante en archéologie sous la tutelle officieuse de celui qui deviendra son mentor : Frederick W. Putnam, directeur du musée Peabody d’archéologie et d’ethnologie de l’université Harvard. La discrimination qui sévissait envers les femmes à cette époque l’a sûrement empêchée d'obtenir une place officielle au sein de l’école. Son intérêt pour l’archéologie l’attira vers l’étude du mode de vie des Indiens.

### Carrière
En 1878, elle travaille sur des sites archéologique Amérindiens dans l’Ohio et le Mississippi et elle devient membre l’Institut Archéologique américain en 1879. Elle est nommée adjointe en ethnologie au musée Peabody en 1882.
La carrière tout entière d’Alice Fletcher a été marquée par sa rencontre avec Susette et Francis La Flesche en 1880 lors d’un rassemblement littéraire à Boston où les deux enfants du chef Omaha Joseph LaFlesche firent une intervention pour défendre la cause de la tribu Ponca.
En 1881, accompagnée de Susette et Francis La Flesche, elle décide de faire un séjour au sein de la réserve Omaha, dans le Nebraska, afin d’étudier leurs traditions et leurs coutumes. Susette et Francis l’introduisent dans la tribu et lui présente leur père, Joseph La Flesche. Elle est fascinée par leur culture, tout particulièrement par la musique et la danse Omaha. La même année, elle demande à Susette et Francis de lui servir de guide et d’interprète pour un voyage sans précédent portant sur l'étude des femmes Sioux de la réserve indienne de Rosebud.

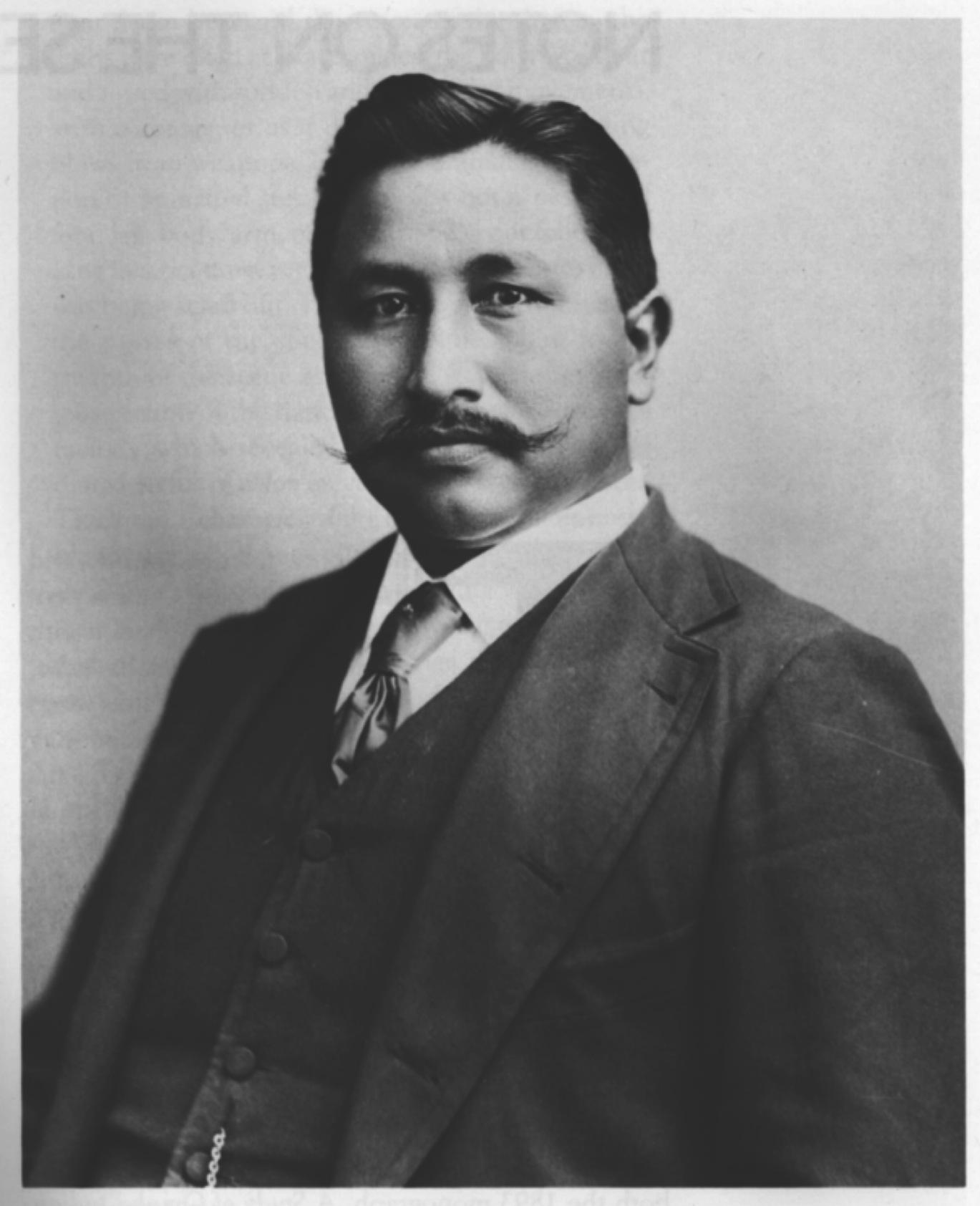
Francis La Flesche

C’est à ce moment que commence sa relation professionnelle avec Francis La Flesche et qui durera jusqu’à sa mort. Alice Fletcher prend sous son aile Francis La Flesche, qui a vingt ans de moins qu’elle, et le fait collaborer à ses recherches à Washington. Francis, en parallèle, trouve une place comme interprète pour le Comité du Sénat américain sur les Affaires Indiennes auprès du secrétaire de l'Intérieur de l'époque Samuel Jordan Kirkwood. Alice encourage Francis à passer des diplômes qu’il obtient en 1892 et 1893 à l’Université Nationale de l'École de Droit de Washington. Ils collaborèrent pour des travaux de recherches au sein de la Smithsonian Institution où Francis obtint un poste. Ils étudièrent les Omahas et les Osages et firent de nombreux enregistrements de leurs chants. De cette collaboration sortira 46 ouvrages dont A Study of Omaha Music (1893) et The Omaha Tribe (1911).
En 1884, Alice Fletcher à la charge d’une exposition sur les Indiens d'Amérique à l'Exposition industrielle de la Nouvelle-Orléans.
À partir des années 1890, Fletcher devient une personnalité importante dans les cercles scientifiques. Elle partage son temps entre le musée Peabody à Boston et la communauté anthropologique de Washington.
En 1890, elle devient la présidente de la Women's Anthropological Society. En 1896, elle est nommée vice-présidente de l’American Association for the Advancement of Science et le restera jusqu’à son décès en 1923. Durant ses trente années de carrière, elle va régulièrement visiter les tribus amérindiennes et ne va pas seulement s’intéresser à la culture Omaha, mais également Pawnee, Sioux, Arapaho, Cheyenne, Chippewa, Oto, Osage, Nez Perce, Ponca, et aussi Winnebago.

### Politique amérindienne
En parallèle de sa carrière, Alice Fletcher a mené de nombreuses campagnes d’assimilation et d’importantes batailles juridiques concernant les Amérindiens et plus particulièrement, les Omahas.
En 1882, le Bureau des affaires indiennes l’emploie pour évaluer les terres de la réserve Omaha afin de savoir lesquelles seraient bonnes pour une division en lots. En effet, à cette époque Fletcher, comme beaucoup d’autres personnes militant pour la cause amérindienne, craint que les Omahas soient dépossédés de leur terre petit à petit par l’État américain. Elle pense alors que si l’on divise les terres en parcelles individuelles que l’on attribue à chaque famille, les Omahas pourraient plus facilement faire valoir leur droit de propriété et ne plus se faire exproprier. Elle va défendre cette cause ardemment auprès du Congrès à Washington jusqu’en 1887 où une loi sera votée.
En 1883 elle est nommée par le président Chester A. Arthur pour surveiller la répartition de terres d'Omaha. Avec l'aide de Francis La Flesche, Fletcher complète l'octroi des lots en 1884.
En travaillant pour la Women's National Indian Association, Fletcher a présenté un système par lequel de petites sommes d'argent sont prêtées aux Indiens qui ont voulu acheter des terrains et construire des maisons. Elle a aussi aidé à garantir un prêt pour Susan La Flesche, la sœur de Susette et Francis, pour financer ses études à la faculté de médecine. En obtenant un diplôme en tête de sa classe, Susan La Flesche est devenue le premier docteur amérindienne aux États-Unis.
En 1886 elle visite pour le Commissaire à l’éducation les peuples autochtones de l'Alaska et des îles Aléoutiennes afin de connaitre leurs besoins en termes d’éducation.
En 1887, le Dawes Act, qu’elle a en partie rédigé, est voté au Congrès. Il impose un système de propriété foncière privée pour les membres des tribus indiennes qui mettaient alors leurs terres en commun. Des lots de 160 âcres (environ 65 hectares) sont distribués.
Fletcher était persuadée que la meilleure voie pour les Indiens étaient d’adopter le mode de vie euro-américain. Selon elle, cela permettait de les « civiliser » et de mieux s’adapter à la nouvelle présence des Blancs. Comme beaucoup d’anthropologistes de son époque, Alice Fletcher place les cultures sur une échelle de civilisations sur laquelle les occidentaux se trouvent au sommet. Pour elle, les Indiens qui imitent le mode de vie des Blancs sont donc plus civilisés que ceux qui conservent leurs traditions,.

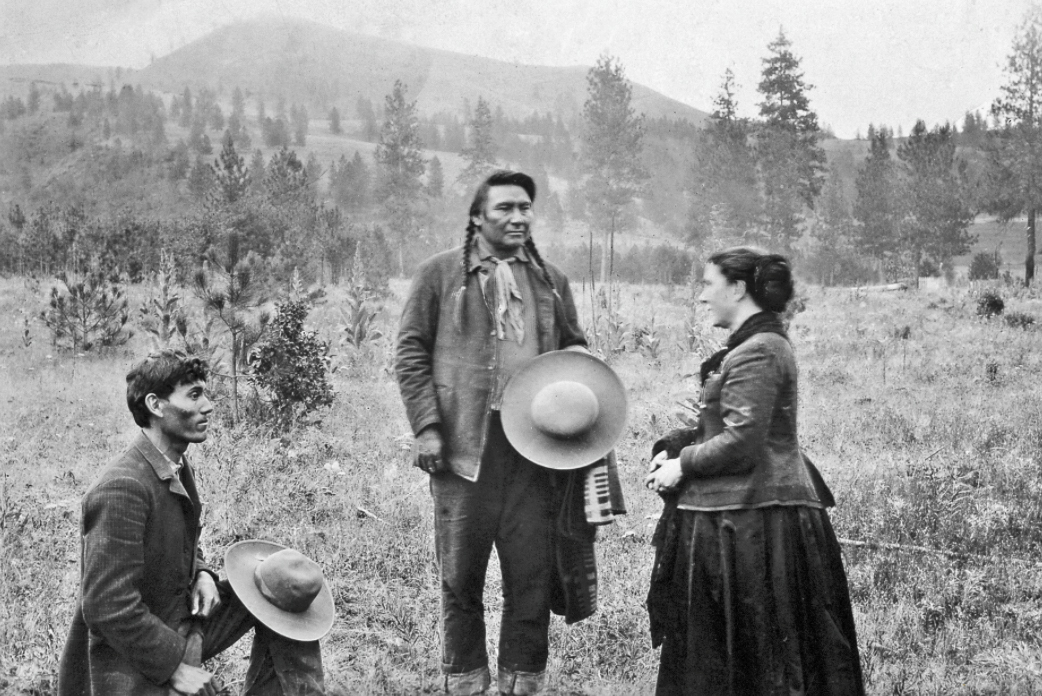
Alice Fletcher (à droite) avec le chef Joseph (au centre) de la tribu des Nez-Percés dans leur réserve.

Seulement, les soutiens au Dawes Act n’ont pas prévu comment la vie des Indiens allait se détériorer à cause de cette loi. La structure des tribus s'est affaiblie, les Amérindiens nomades n’ont pas su s’adapter à un mode de vie de fermier sédentaire et d’autres ont été expropriés ou ont subi une forte hausse des taxes foncières. Au cours des années suivant le Dawes Act, les Indiens vivant sur leurs terres ont souffert de maladies, de pauvreté et de dépression.
La Dawes Act a accéléré la dissolution des réserves indiennes en obligeant les Indiens à vendre aux Blancs toutes les terres des réserves qui n’avaient pas été attribuées. Malgré les intentions sincères de Fletcher, le Drawes Act fut un échec. Lors de son abrogation en 1934, on estimait que les deux-tiers de la population indienne était complètement sans terre ou n’en avait pas assez pour permettre leur subsistance. Des 150 millions d’acres allouées en 1887, seulement 48 appartenaient encore aux Indiens en 1934.
En attendant, Fletcher continua sa mission d’étude des terrains et de division de lot chez les Nez-Percés à Lapwai en Idaho où elle connut une forte résistance notamment auprès de son chef Joseph qui refusa toute négociation pendant des mois. Elle revint plusieurs fois et réussit à obtenir un arrangement.
Elle arrête sa mission pour l’État en 1890 lorsqu’un bienfaiteur lui obtient une chaire au musée Peabody ce qui lui a permis de ne plus à avoir à travailler pour le gouvernement pour gagner sa vie.

### Mort
Alice Cunningham Fletcher meurt le 6 avril 1923 à Washington, dans sa maison, auprès de son amie d'enfance et collaboratrice Jane Gay.

## Enregistrements sur cylindres de cire
Les enregistrements de Fletcher et La Flesche sont conservés par la Bibliothèque du Congrès et plus de 60 sont disponibles en ligne. Les membres de la tribu contemporain des Osages ont comparé l'impact de l'écoute des enregistrements de leurs rituels traditionnels à ce qu'ont ressenti les archéologues occidentaux lors de la découverte et de la lecture des manuscrits de la mer Morte.

## Distinctions
- 1891 : Mary Copley Thaw Fellowship[10]
- 1890-1899 :  présidente de la Women's Anthropological Society[1]
- 1896 : vice-présidente de l’American Association for the Advancement of Science, Section H[11]
- 1905 : présidente de l'American Folklore Society[11]
- 1913 : chaire émérite au Managing Committee of School of American Archaeology[11]

## Œuvres (non exhaustif)
- Indian Ceremonies, Salem Press, 1884
- The White Buffalo Festival of the Uncpapas,  16th and 17th Annual Reports of the Peabody Museum of American Archaeology and Ethnology, 1884
- Observations of the Laws and Privileges of the Gens in Indian Society, Salem Press, 1884
- The elk mystery or festival, Ogallala Sioux 16th and 17th Annual Reports. Peabody Museum of American Archaeology and Ethnology, 1884
- Lands in Severalty to Indians: Illustrated by Experiences with the Omaha Tribe, Salem Press, 1885
- Historical sketch of the Omaha tribe of Indians in Nebraska, Judd & Detweiler, 1885
- An Evening in Camp among the Omahas, in Science, Science Company, 1885, p. 88-90
- An Average Day in Camp among the Sioux in Science, Science Company, 1885, p. 285-287
- Composite portraits of American Indians in Science, Science Company, 1886, p. 408
- Indian Education and Civilization, US Government Printing Office, 1888
- Glimpses of Child-Life among the Omaha Tribe of Indians in The Journal of American Folklore, American Folklore Society; University of Illinois Press, 1888,
- Leaves from My Omaha Note-Book. Courtship and Marriage in The Journal of American Folklore, American Folklore Society; University of Illinois Press, 1889
- A phonetic alphabet used by the Winnebago tribe of Indians in The Journal of American Folklore, American Folklore Society; University of Illinois Press, 1890
- The Indian Messiah in The Journal of American Folklore, American Folklore Society; University of Illinois Press, 1891
- Hae-thu-ska Society of the Omaha Tribe in The Journal of American Folklore, American Folklore Society; University of Illinois Press, 1892
- Personal Studies of Indian Life: Politics and "pipe Dancing", Century Publisher, 1893
- A Study of Omaha Music avec F. La Flesche, Peabody Museum of American Archaeology and Ethnology, 1893
- Indian Songs: Personal Studies of Indian Life, Century Publisher, 1894
- Indian Songs, Forum Publishing Company, 1894
- The Emblematic Use of the Tree in the Dakotan Group in Science, Science Company, 1896, p. 475-487
- Import of the Totem, Salem Press, 1897
- Notes on Certain Beliefs concerning Will Power among the Siouan Tribes, Science, The MacMillan Company, 1897, p. 331-334
- The Significance of the Scalp-Lock. A Study of an Omaha Ritual in The Journal of the Anthropological Institute of Great Britain and Ireland, Wiley, 1897, p. 436-450
- Indian Story and Song from North America, University of Nebraska Press, Lincoln, 1900
- The Hako: a pawnee ceremony, avec JR Murie, US Government Printing Office, 1904
- The hako: song, pipe, and unity in a Pawnee Calumet ceremony, University of Nebraska Press, Lincoln, 1904
- The Omaha Tribe. XXVII th Annual Rep. of the Bureau of Amer. Ethnology avec E. Durkheim, F. La Flesche in L’Année sociologique, PUF, 1909
- The Omaha Tribe avec F. La Flesche, University of Nebraska Press, Lincoln, 1911
- To the Board of Editors of the American Historical Review avec F. LaFlesche in The American Historical Review, 1912
- The Mystery of Life : A Poetization of" The Hako"--a Pawnee Ceremony, Open Court Publishing Company, 1913
- Indian games and dances, Plain Label Books, 1915